# أنغل رامبيرت
أنغل رامبيرت (12 يونيو 1936 في بوينس آيرس - 1983) لاعب كرة قدم فرنسي الجنسية أرجنتيني المولد راحل كان يجيد اللعب في مركز المهاجم . لعب لصالح أندية لانوس، ليون ، وأفينيون ومنتخب فرنسا . ولده سيباستيان أصبح لاعب كرة قدم وشارك مع منتخب الأرجنتين .

## روابط خارجية
- أنغل رامبيرت على موقع قاعدة بيانات كرة القدم.إي يو (الإنجليزية)
- أنغل رامبيرت على موقع ناشيونال فوتبول تيمز (الإنجليزية)
- أنغل رامبيرت على موقع عالم كرة القدم.نت (الإنجليزية)